# 고교토론 판
고교토론 판은 OBS경인TV에서 방송했던 고등학생 대상 청소년 토론 프로그램이다.

## 기획 의도
수도권에 거주하고 있는 고등학생들이 사회적 현안과 청소년들이 공감할 수 있는 사안을 주제로 토론을 진행한 프로그램이다.

## 역대 방송시간
| 방송 채널 | 방송 기간                         | 방송 시간                          | 시즌 |
| --------- | --------------------------------- | ---------------------------------- | ---- |
| OBS       | 2011년 10월 8일 ~ 2012년 2월 4일  | 매주 토요일 저녁 6:45 ~ 저녁 7:45  | 1    |
| OBS       | 2012년 10월 28일 ~ 2013년 1월 6일 | 매주 일요일 아침 9:55 ~ 오전 10:55 | 2    |

## 역대 MC

### 시즌 1
- 2011년 10월 8일 ~ 2011년 10월 29일 : 신영일
- 2011년 11월 5일 ~ 2012년 2월 4일 : 김범수

### 시즌 2
- 2012년 10월 28일 ~ 2013년 1월 6일 : 김현욱

## 역대 코너

### 시즌 1
- 찬반토론
- 작전타임
- 해법토론

### 시즌 2
- 찬반토론
- 마중물토론
- 일침토론
- 해법토론
- 주도권토론[2]
- 1:4 토론[2]

## 특징
참가자들은 두 명씩 한 팀을 구성하여 회당 4팀이 참가했으며, 두 팀씩 찬반 입장으로 나눠 토론을 진행했고, 매회마다 우수한 평가를 받은 팀은 정해진 상을 받았다.

## 방영 목록

### 시즌 1

#### 2011년
| 회차 | 방영일                                              | 부제 (서브 타이틀)                                        | 참가 팀                                             | 소속                                                |
| ---- | --------------------------------------------------- | --------------------------------------------------------- | --------------------------------------------------- | --------------------------------------------------- |
| 1회  | 10월 8일                                            | 서울대를 폐지해야 한다                                    | 빅토리                                              | 인천 부개여자고등학교                               |
| 1회  | 10월 8일                                            | 서울대를 폐지해야 한다                                    | 참가자                                              | 김경진, 김아영                                      |
| 1회  | 10월 8일                                            | 서울대를 폐지해야 한다                                    | 맞짱                                                | 인천 영선고등학교                                   |
| 1회  | 10월 8일                                            | 서울대를 폐지해야 한다                                    | 참가자                                              | 박예경, 황혜련                                      |
| 1회  | 10월 8일                                            | 서울대를 폐지해야 한다                                    | 촌철살인                                            | 경기 삼숭고등학교                                   |
| 1회  | 10월 8일                                            | 서울대를 폐지해야 한다                                    | 참가자                                              | 이서영, 정민지                                      |
| 1회  | 10월 8일                                            | 서울대를 폐지해야 한다                                    | 수다쟁이                                            | 서울 문일고등학교                                   |
| 1회  | 10월 8일                                            | 서울대를 폐지해야 한다                                    | 참가자                                              | 윤정식, 정민수                                      |
| 결과 | 수다쟁이 팀(서울 문일고등학교)이 12강에 진출.       | 수다쟁이 팀(서울 문일고등학교)이 12강에 진출.             | 수다쟁이 팀(서울 문일고등학교)이 12강에 진출.       | 수다쟁이 팀(서울 문일고등학교)이 12강에 진출.       |
| 2회  | 10월 15일                                           | 대국민 대통령 발굴 오디션으로 대통령을 선출해야 한다      | 인과관계                                            | 경기 강서고등학교                                   |
| 2회  | 10월 15일                                           | 대국민 대통령 발굴 오디션으로 대통령을 선출해야 한다      | 참가자                                              | 이은영, 이동준                                      |
| 2회  | 10월 15일                                           | 대국민 대통령 발굴 오디션으로 대통령을 선출해야 한다      | 휘모리장단                                          | 경기 양정여자고등학교                               |
| 2회  | 10월 15일                                           | 대국민 대통령 발굴 오디션으로 대통령을 선출해야 한다      | 참가자                                              | 신유진, 정원정                                      |
| 2회  | 10월 15일                                           | 대국민 대통령 발굴 오디션으로 대통령을 선출해야 한다      | 투원                                                | 경기 과천외국어고등학교                             |
| 2회  | 10월 15일                                           | 대국민 대통령 발굴 오디션으로 대통령을 선출해야 한다      | 참가자                                              | 장정원, 안대원                                      |
| 2회  | 10월 15일                                           | 대국민 대통령 발굴 오디션으로 대통령을 선출해야 한다      | 바다가다                                            | 서울 한성여자고등학교                               |
| 2회  | 10월 15일                                           | 대국민 대통령 발굴 오디션으로 대통령을 선출해야 한다      | 참가자                                              | 홍서영, 최수연                                      |
| 결과 | 투원 팀(경기 과천외국어고등학교)이 12강에 진출.     | 투원 팀(경기 과천외국어고등학교)이 12강에 진출.           | 투원 팀(경기 과천외국어고등학교)이 12강에 진출.     | 투원 팀(경기 과천외국어고등학교)이 12강에 진출.     |
| 3회  | 10월 22일                                           | 4대강을 계속 개발해야 한다                                | 네가터스                                            | 인천 대인고등학교                                   |
| 3회  | 10월 22일                                           | 4대강을 계속 개발해야 한다                                | 참가자                                              | 김현빈, 이준영                                      |
| 3회  | 10월 22일                                           | 4대강을 계속 개발해야 한다                                | 진수성찬                                            | 인천 계산여자고등학교                               |
| 3회  | 10월 22일                                           | 4대강을 계속 개발해야 한다                                | 참가자                                              | 이유리, 김희원                                      |
| 3회  | 10월 22일                                           | 4대강을 계속 개발해야 한다                                | 갈뫼빛                                              | 경기 성문고등학교                                   |
| 3회  | 10월 22일                                           | 4대강을 계속 개발해야 한다                                | 참가자                                              | 이채은, 오서주                                      |
| 3회  | 10월 22일                                           | 4대강을 계속 개발해야 한다                                | Trump                                               | 서울 선덕고등학교                                   |
| 3회  | 10월 22일                                           | 4대강을 계속 개발해야 한다                                | 참가자                                              | 박정관, 최정기                                      |
| 결과 | 갈뫼빛 팀(경기 성문고등학교)이 12강에 진출.         | 갈뫼빛 팀(경기 성문고등학교)이 12강에 진출.               | 갈뫼빛 팀(경기 성문고등학교)이 12강에 진출.         | 갈뫼빛 팀(경기 성문고등학교)이 12강에 진출.         |
| 4회  | 10월 29일                                           | 모든 학생을 대상으로 무상급식을 즉각 실시해야 한다        | 미리내                                              | 인천여자고등학교                                    |
| 4회  | 10월 29일                                           | 모든 학생을 대상으로 무상급식을 즉각 실시해야 한다        | 참가자                                              | 권유진, 김은하수                                    |
| 4회  | 10월 29일                                           | 모든 학생을 대상으로 무상급식을 즉각 실시해야 한다        | 좌지우지                                            | 인천외국어고등학교                                  |
| 4회  | 10월 29일                                           | 모든 학생을 대상으로 무상급식을 즉각 실시해야 한다        | 참가자                                              | 지용준, 좌은지                                      |
| 4회  | 10월 29일                                           | 모든 학생을 대상으로 무상급식을 즉각 실시해야 한다        | 13학번 연대생들                                     | 경기 일산동고등학교                                 |
| 4회  | 10월 29일                                           | 모든 학생을 대상으로 무상급식을 즉각 실시해야 한다        | 참가자                                              | 김시원, 하성희                                      |
| 4회  | 10월 29일                                           | 모든 학생을 대상으로 무상급식을 즉각 실시해야 한다        | 생각하는 씨알                                       | 서울 오산고등학교                                   |
| 4회  | 10월 29일                                           | 모든 학생을 대상으로 무상급식을 즉각 실시해야 한다        | 참가자                                              | 김석연, 석지호                                      |
| 결과 | 좌지우지 팀(인천외국어고등학교)이 12강에 진출.      | 좌지우지 팀(인천외국어고등학교)이 12강에 진출.            | 좌지우지 팀(인천외국어고등학교)이 12강에 진출.      | 좌지우지 팀(인천외국어고등학교)이 12강에 진출.      |
| 5회  | 11월 5일                                            | 동일노동은 동일임금을 받아야 한다                         | 20cm                                                | 인천국제고등학교                                    |
| 5회  | 11월 5일                                            | 동일노동은 동일임금을 받아야 한다                         | 참가자                                              | 김진욱, 남고운                                      |
| 5회  | 11월 5일                                            | 동일노동은 동일임금을 받아야 한다                         | 에피스테메                                          | 인천 옥련여자고등학교                               |
| 5회  | 11월 5일                                            | 동일노동은 동일임금을 받아야 한다                         | 참가자                                              | 최유정, 노채은                                      |
| 5회  | 11월 5일                                            | 동일노동은 동일임금을 받아야 한다                         | 화이부동                                            | 경기 부천여자고등학교                               |
| 5회  | 11월 5일                                            | 동일노동은 동일임금을 받아야 한다                         | 참가자                                              | 박선주, 이산후                                      |
| 5회  | 11월 5일                                            | 동일노동은 동일임금을 받아야 한다                         | 세바토달                                            | 서울 광문고등학교                                   |
| 5회  | 11월 5일                                            | 동일노동은 동일임금을 받아야 한다                         | 참가자                                              | 신도영, 강우주                                      |
| 결과 | 에피스테메 팀(인천 옥련여자고등학교)이 12강에 진출. | 에피스테메 팀(인천 옥련여자고등학교)이 12강에 진출.       | 에피스테메 팀(인천 옥련여자고등학교)이 12강에 진출. | 에피스테메 팀(인천 옥련여자고등학교)이 12강에 진출. |
| 6회  | 11월 12일                                           | 대한민국의 안전을 위해 핵무기를 보유해야 한다             | 동이                                                | 인천 연수고등학교                                   |
| 6회  | 11월 12일                                           | 대한민국의 안전을 위해 핵무기를 보유해야 한다             | 참가자                                              | 신진원, 권민성                                      |
| 6회  | 11월 12일                                           | 대한민국의 안전을 위해 핵무기를 보유해야 한다             | 원당나래                                            | 인천 원당고등학교                                   |
| 6회  | 11월 12일                                           | 대한민국의 안전을 위해 핵무기를 보유해야 한다             | 참가자                                              | 김지현, 조승주                                      |
| 6회  | 11월 12일                                           | 대한민국의 안전을 위해 핵무기를 보유해야 한다             | 관조                                                | 인천 광성고등학교                                   |
| 6회  | 11월 12일                                           | 대한민국의 안전을 위해 핵무기를 보유해야 한다             | 참가자                                              | 하재구, 이동준                                      |
| 6회  | 11월 12일                                           | 대한민국의 안전을 위해 핵무기를 보유해야 한다             | 라온                                                | 서울 문현고등학교                                   |
| 6회  | 11월 12일                                           | 대한민국의 안전을 위해 핵무기를 보유해야 한다             | 참가자                                              | 김홍균, 김강민                                      |
| 결과 | 라온 팀(서울 문현고등학교)이 12강에 진출.           | 라온 팀(서울 문현고등학교)이 12강에 진출.                 | 라온 팀(서울 문현고등학교)이 12강에 진출.           | 라온 팀(서울 문현고등학교)이 12강에 진출.           |
| 7회  | 11월 19일                                           | 위험에 처한 사람을 보고도 돕지 않으면 처벌해야 한다       | TOY                                                 | 인천 강화고등학교                                   |
| 7회  | 11월 19일                                           | 위험에 처한 사람을 보고도 돕지 않으면 처벌해야 한다       | 참가자                                              | 김태헌, 이관희                                      |
| 7회  | 11월 19일                                           | 위험에 처한 사람을 보고도 돕지 않으면 처벌해야 한다       | 재세이화                                            | 경기 죽전고등학교                                   |
| 7회  | 11월 19일                                           | 위험에 처한 사람을 보고도 돕지 않으면 처벌해야 한다       | 참가자                                              | 원이경, 박태영                                      |
| 7회  | 11월 19일                                           | 위험에 처한 사람을 보고도 돕지 않으면 처벌해야 한다       | 냉탕&온탕                                           | 서울 덕원여자고등학교                               |
| 7회  | 11월 19일                                           | 위험에 처한 사람을 보고도 돕지 않으면 처벌해야 한다       | 참가자                                              | 정정민, 한지흔                                      |
| 7회  | 11월 19일                                           | 위험에 처한 사람을 보고도 돕지 않으면 처벌해야 한다       | 1cm                                                 | 서울 영동일고등학교                                 |
| 7회  | 11월 19일                                           | 위험에 처한 사람을 보고도 돕지 않으면 처벌해야 한다       | 참가자                                              | 마지민, 변엄지                                      |
| 결과 | TOY 팀(인천 강화고등학교)이 12강에 진출.            | TOY 팀(인천 강화고등학교)이 12강에 진출.                  | TOY 팀(인천 강화고등학교)이 12강에 진출.            | TOY 팀(인천 강화고등학교)이 12강에 진출.            |
| 9회  | 12월 3일                                            | 내부 고발자는 배신자다                                    | 야누스                                              | 경기 은행고등학교                                   |
| 9회  | 12월 3일                                            | 내부 고발자는 배신자다                                    | 참가자                                              | 이기혁, 이건우                                      |
| 9회  | 12월 3일                                            | 내부 고발자는 배신자다                                    | 중독                                                | 서울 중경고등학교                                   |
| 9회  | 12월 3일                                            | 내부 고발자는 배신자다                                    | 참가자                                              | 김예린, 이한나                                      |
| 9회  | 12월 3일                                            | 내부 고발자는 배신자다                                    | 화력발전                                            | 서울 대광고등학교                                   |
| 9회  | 12월 3일                                            | 내부 고발자는 배신자다                                    | 참가자                                              | 김영재, 최정일                                      |
| 9회  | 12월 3일                                            | 내부 고발자는 배신자다                                    | 샛별                                                | 서울 계성여자고등학교                               |
| 9회  | 12월 3일                                            | 내부 고발자는 배신자다                                    | 참가자                                              | 김정연, 채지원                                      |
| 결과 | 중독 팀(서울 중경고등학교)이 12강에 진출.           | 중독 팀(서울 중경고등학교)이 12강에 진출.                 | 중독 팀(서울 중경고등학교)이 12강에 진출.           | 중독 팀(서울 중경고등학교)이 12강에 진출.           |
| 10회 | 12월 10일                                           | 취업을 위한 성형에 대해 국민건강보험 혜택을 적용해야 한다 | AtoZ                                                | 인천 부평여자고등학교                               |
| 10회 | 12월 10일                                           | 취업을 위한 성형에 대해 국민건강보험 혜택을 적용해야 한다 | 참가자                                              | 김도연, 유다연                                      |
| 10회 | 12월 10일                                           | 취업을 위한 성형에 대해 국민건강보험 혜택을 적용해야 한다 | 나비효과                                            | 경기 가좌고등학교                                   |
| 10회 | 12월 10일                                           | 취업을 위한 성형에 대해 국민건강보험 혜택을 적용해야 한다 | 참가자                                              | 안홍찬, 송아진                                      |
| 10회 | 12월 10일                                           | 취업을 위한 성형에 대해 국민건강보험 혜택을 적용해야 한다 | 아고라                                              | 경기 양곡고등학교                                   |
| 10회 | 12월 10일                                           | 취업을 위한 성형에 대해 국민건강보험 혜택을 적용해야 한다 | 참가자                                              | 문건기, 김민성                                      |
| 10회 | 12월 10일                                           | 취업을 위한 성형에 대해 국민건강보험 혜택을 적용해야 한다 | 폴라리스                                            | 경기 청심국제고등학교                               |
| 10회 | 12월 10일                                           | 취업을 위한 성형에 대해 국민건강보험 혜택을 적용해야 한다 | 참가자                                              | 윤미래, 박채영                                      |
| 결과 | 폴라리스 팀(경기 청심국제고등학교)이 12강에 진출.   | 폴라리스 팀(경기 청심국제고등학교)이 12강에 진출.         | 폴라리스 팀(경기 청심국제고등학교)이 12강에 진출.   | 폴라리스 팀(경기 청심국제고등학교)이 12강에 진출.   |
| 11회 | 12월 17일                                           | 대기업의 성장이 곧 국가의 성장이다                        | 자의누리                                            | 인천 명신여자고등학교                               |
| 11회 | 12월 17일                                           | 대기업의 성장이 곧 국가의 성장이다                        | 참가자                                              | 전유진, 신수빈                                      |
| 11회 | 12월 17일                                           | 대기업의 성장이 곧 국가의 성장이다                        | 류케이온                                            | 인천 신현고등학교                                   |
| 11회 | 12월 17일                                           | 대기업의 성장이 곧 국가의 성장이다                        | 참가자                                              | 김정빈, 서민석                                      |
| 11회 | 12월 17일                                           | 대기업의 성장이 곧 국가의 성장이다                        | 고누리                                              | 경기 화성고등학교                                   |
| 11회 | 12월 17일                                           | 대기업의 성장이 곧 국가의 성장이다                        | 참가자                                              | 김바울, 장은지                                      |
| 11회 | 12월 17일                                           | 대기업의 성장이 곧 국가의 성장이다                        | 한수두수                                            | 서울 광신고등학교                                   |
| 11회 | 12월 17일                                           | 대기업의 성장이 곧 국가의 성장이다                        | 참가자                                              | 임지섭, 차필립                                      |
| 결과 | 류케이온 팀(인천 신현고등학교)이 12강에 진출.       | 류케이온 팀(인천 신현고등학교)이 12강에 진출.             | 류케이온 팀(인천 신현고등학교)이 12강에 진출.       | 류케이온 팀(인천 신현고등학교)이 12강에 진출.       |
| 12회 | 12월 24일                                           | 인터넷 실명제를 폐지해야 한다                             | Sincuss                                             | 인천 신명여자고등학교                               |
| 12회 | 12월 24일                                           | 인터넷 실명제를 폐지해야 한다                             | 참가자                                              | 이지원, 김혜인                                      |
| 12회 | 12월 24일                                           | 인터넷 실명제를 폐지해야 한다                             | 컬쳐쇼                                              | 인천 선인고등학교                                   |
| 12회 | 12월 24일                                           | 인터넷 실명제를 폐지해야 한다                             | 참가자                                              | 진교빈, 최현욱                                      |
| 12회 | 12월 24일                                           | 인터넷 실명제를 폐지해야 한다                             | Pandora                                             | 경기 백현고등학교                                   |
| 12회 | 12월 24일                                           | 인터넷 실명제를 폐지해야 한다                             | 참가자                                              | 김선정, 박솔이                                      |
| 12회 | 12월 24일                                           | 인터넷 실명제를 폐지해야 한다                             | 절차탁마                                            | 서울 금천고등학교                                   |
| 12회 | 12월 24일                                           | 인터넷 실명제를 폐지해야 한다                             | 참가자                                              | 김효정, 조은경                                      |
| 결과 | Pandora 팀(경기 백현고등학교)이 12강에 진출.        | Pandora 팀(경기 백현고등학교)이 12강에 진출.              | Pandora 팀(경기 백현고등학교)이 12강에 진출.        | Pandora 팀(경기 백현고등학교)이 12강에 진출.        |
| 13회 | 12월 31일                                           | 고등학생 475명이 뽑은 2011 대한민국 핫이슈 10             | 관조                                                | 인천 광성고등학교                                   |
| 13회 | 12월 31일                                           | 고등학생 475명이 뽑은 2011 대한민국 핫이슈 10             | 참가자                                              | 하재구 (짱구 재구)                                  |
| 13회 | 12월 31일                                           | 고등학생 475명이 뽑은 2011 대한민국 핫이슈 10             | 좌지우지                                            | 인천외국어고등학교                                  |
| 13회 | 12월 31일                                           | 고등학생 475명이 뽑은 2011 대한민국 핫이슈 10             | 참가자                                              | 지용준 (버럭 용준)                                  |
| 13회 | 12월 31일                                           | 고등학생 475명이 뽑은 2011 대한민국 핫이슈 10             | 진수성찬                                            | 인천 계산여자고등학교                               |
| 13회 | 12월 31일                                           | 고등학생 475명이 뽑은 2011 대한민국 핫이슈 10             | 참가자                                              | 김희원 (엉뚱 희원)                                  |
| 13회 | 12월 31일                                           | 고등학생 475명이 뽑은 2011 대한민국 핫이슈 10             | Sincuss                                             | 인천 신명여자고등학교                               |
| 13회 | 12월 31일                                           | 고등학생 475명이 뽑은 2011 대한민국 핫이슈 10             | 참가자                                              | 이지원 (덤벼 지원)                                  |
| 13회 | 12월 31일                                           | 고등학생 475명이 뽑은 2011 대한민국 핫이슈 10             | 갈뫼빛                                              | 경기 성문고등학교                                   |
| 13회 | 12월 31일                                           | 고등학생 475명이 뽑은 2011 대한민국 핫이슈 10             | 참가자                                              | 이채은 (정리 채은)                                  |
| 13회 | 12월 31일                                           | 고등학생 475명이 뽑은 2011 대한민국 핫이슈 10             | 고누리                                              | 경기 화성고등학교                                   |
| 13회 | 12월 31일                                           | 고등학생 475명이 뽑은 2011 대한민국 핫이슈 10             | 참가자                                              | 장은지 (은근 은지)                                  |
| 13회 | 12월 31일                                           | 고등학생 475명이 뽑은 2011 대한민국 핫이슈 10             | 수다쟁이                                            | 서울 문일고등학교                                   |
| 13회 | 12월 31일                                           | 고등학생 475명이 뽑은 2011 대한민국 핫이슈 10             | 참가자                                              | 윤정식 (수다 정식)                                  |
| 13회 | 12월 31일                                           | 고등학생 475명이 뽑은 2011 대한민국 핫이슈 10             | 화력발전                                            | 서울 대광고등학교                                   |
| 13회 | 12월 31일                                           | 고등학생 475명이 뽑은 2011 대한민국 핫이슈 10             | 참가자                                              | 김영재 (눈빛 영재)                                  |
| 결과 | 윤정식 학생(수다 정식)이 국민속풀이대상을 받음.     | 윤정식 학생(수다 정식)이 국민속풀이대상을 받음.           | 윤정식 학생(수다 정식)이 국민속풀이대상을 받음.     | 윤정식 학생(수다 정식)이 국민속풀이대상을 받음.     |

#### 2012년
| 회차 | 방영일                                       | 부제                                         | 참가 팀                                      | 소속                                         |
| ---- | -------------------------------------------- | -------------------------------------------- | -------------------------------------------- | -------------------------------------------- |
| 14회 | 1월 7일                                      | 책임정치를 위해 정당이 필요하다              | 에피스테메                                   | 인천 옥련여자고등학교                        |
| 14회 | 1월 7일                                      | 책임정치를 위해 정당이 필요하다              | 참가자                                       | 최유정, 노채은                               |
| 14회 | 1월 7일                                      | 책임정치를 위해 정당이 필요하다              | 투원                                         | 경기 과천외국어고등학교                      |
| 14회 | 1월 7일                                      | 책임정치를 위해 정당이 필요하다              | 참가자                                       | 장정원, 안대원                               |
| 14회 | 1월 7일                                      | 책임정치를 위해 정당이 필요하다              | 라온                                         | 서울 문현고등학교                            |
| 14회 | 1월 7일                                      | 책임정치를 위해 정당이 필요하다              | 참가자                                       | 김홍균, 김강민                               |
| 14회 | 1월 7일                                      | 책임정치를 위해 정당이 필요하다              | 중독                                         | 서울 중경고등학교                            |
| 14회 | 1월 7일                                      | 책임정치를 위해 정당이 필요하다              | 참가자                                       | 김예린, 이한나                               |
| 결과 | 투원 팀과 에피스테메 팀이 4강에 진출.        | 투원 팀과 에피스테메 팀이 4강에 진출.        | 투원 팀과 에피스테메 팀이 4강에 진출.        | 투원 팀과 에피스테메 팀이 4강에 진출.        |
| 15회 | 1월 14일                                     | 정부는 원자력 발전을 확대해야 한다           | 류케이온                                     | 인천 신현고등학교                            |
| 15회 | 1월 14일                                     | 정부는 원자력 발전을 확대해야 한다           | 참가자                                       | 김정빈, 서민석                               |
| 15회 | 1월 14일                                     | 정부는 원자력 발전을 확대해야 한다           | 좌지우지                                     | 인천외국어고등학교                           |
| 15회 | 1월 14일                                     | 정부는 원자력 발전을 확대해야 한다           | 참가자                                       | 지용준, 좌은지                               |
| 15회 | 1월 14일                                     | 정부는 원자력 발전을 확대해야 한다           | 갈뫼빛                                       | 경기 성문고등학교                            |
| 15회 | 1월 14일                                     | 정부는 원자력 발전을 확대해야 한다           | 참가자                                       | 이채은, 오서주                               |
| 15회 | 1월 14일                                     | 정부는 원자력 발전을 확대해야 한다           | 아우라                                       | 경기 신한고등학교                            |
| 15회 | 1월 14일                                     | 정부는 원자력 발전을 확대해야 한다           | 참가자                                       | 임성균, 이준형                               |
| 결과 | 류케이온 팀(인천 신현고등학교)이 4강에 진출. | 류케이온 팀(인천 신현고등학교)이 4강에 진출. | 류케이온 팀(인천 신현고등학교)이 4강에 진출. | 류케이온 팀(인천 신현고등학교)이 4강에 진출. |
| 16회 | 1월 21일                                     | 선거 연령을 만 16세로 확대해야 한다          | TOY                                          | 인천 강화고등학교                            |
| 16회 | 1월 21일                                     | 선거 연령을 만 16세로 확대해야 한다          | 참가자                                       | 김태헌, 이관희                               |
| 16회 | 1월 21일                                     | 선거 연령을 만 16세로 확대해야 한다          | 폴라리스                                     | 경기 청심국제고등학교                        |
| 16회 | 1월 21일                                     | 선거 연령을 만 16세로 확대해야 한다          | 참가자                                       | 윤미래, 박채영                               |
| 16회 | 1월 21일                                     | 선거 연령을 만 16세로 확대해야 한다          | Pandora                                      | 경기 백현고등학교                            |
| 16회 | 1월 21일                                     | 선거 연령을 만 16세로 확대해야 한다          | 참가자                                       | 김선정, 박솔이                               |
| 16회 | 1월 21일                                     | 선거 연령을 만 16세로 확대해야 한다          | 수다쟁이                                     | 서울 문일고등학교                            |
| 16회 | 1월 21일                                     | 선거 연령을 만 16세로 확대해야 한다          | 참가자                                       | 윤정식, 정민수                               |
| 결과 | TOY 팀(인천 강화고등학교)이 4강에 진출.      | TOY 팀(인천 강화고등학교)이 4강에 진출.      | TOY 팀(인천 강화고등학교)이 4강에 진출.      | TOY 팀(인천 강화고등학교)이 4강에 진출.      |
| 17회 | 1월 28일                                     | 결혼을 꼭 해야 한다                          | TOY                                          | 인천 강화고등학교                            |
| 17회 | 1월 28일                                     | 결혼을 꼭 해야 한다                          | 참가자                                       | 김태헌, 이관희                               |
| 17회 | 1월 28일                                     | 결혼을 꼭 해야 한다                          | 에피스테메                                   | 인천 옥련여자고등학교                        |
| 17회 | 1월 28일                                     | 결혼을 꼭 해야 한다                          | 참가자                                       | 최유정, 노채은                               |
| 17회 | 1월 28일                                     | 결혼을 꼭 해야 한다                          | 류케이온                                     | 인천 신현고등학교                            |
| 17회 | 1월 28일                                     | 결혼을 꼭 해야 한다                          | 참가자                                       | 김정빈, 서민석                               |
| 17회 | 1월 28일                                     | 결혼을 꼭 해야 한다                          | 투원                                         | 경기 과천외국어고등학교                      |
| 17회 | 1월 28일                                     | 결혼을 꼭 해야 한다                          | 참가자                                       | 장정원, 안대원                               |
| 결과 | TOY 팀과 류케이온 팀이 결승에 진출.          | TOY 팀과 류케이온 팀이 결승에 진출.          | TOY 팀과 류케이온 팀이 결승에 진출.          | TOY 팀과 류케이온 팀이 결승에 진출.          |
| 18회 | 2월 5일                                      | 통일을 반드시 해야 한다                      | TOY                                          | 인천 강화고등학교                            |
| 18회 | 2월 5일                                      | 통일을 반드시 해야 한다                      | 참가자                                       | 김태헌, 이관희                               |
| 18회 | 2월 5일                                      | 통일을 반드시 해야 한다                      | 류케이온                                     | 인천 신현고등학교                            |
| 18회 | 2월 5일                                      | 통일을 반드시 해야 한다                      | 참가자                                       | 김정빈, 서민석                               |
| 결과 | 아래 문단 참조.                              | 아래 문단 참조.                              | 아래 문단 참조.                              | 아래 문단 참조.                              |

### 시즌 2

#### 2012년
이 목록은 다음의 팀에 해당한다.
1. 시즌 1 참가 경력이 있으며, 시즌 2에 다시 참가한 팀(참가자)
2. 시즌 1 참가자가 속한 학교의 대표로 시즌 2에 신규 참가한 팀(참가자)
3. 타 방송사 프로그램에 참가한 경력이 있거나 이와 동시에 참가한 팀(참가자)[10]
4. 타 방송사 프로그램 참가자가 속한 학교의 대표로 본 프로그램에 신규 참가한 팀(참가자)

- 이 외의 참가 팀(참가자)은 시즌 2에 최초로 참가한 팀(참가자)이다.

| 1회  | 10월 28일                                               | 대한민국은 대학에 안가도 먹고 살 수 있다                | 정신통일²                                               | 인천외국어고등학교                                      |                                                         |                                                         |                                                         |                                                         |
| 1회  | 10월 28일                                               | 대한민국은 대학에 안가도 먹고 살 수 있다                | 참가자                                                  | 정재훈, 이신영                                          |                                                         |                                                         |                                                         |                                                         |
| 1회  | 10월 28일                                               | 대한민국은 대학에 안가도 먹고 살 수 있다                | ABRAXAS                                                 | 경기 신성고등학교                                       |                                                         |                                                         |                                                         |                                                         |
| 1회  | 10월 28일                                               | 대한민국은 대학에 안가도 먹고 살 수 있다                | 참가자                                                  | 박웅, 최정찬                                            |                                                         |                                                         |                                                         |                                                         |
| 1회  | 10월 28일                                               | 대한민국은 대학에 안가도 먹고 살 수 있다                | 飛프레임                                                | 경기 여주고등학교                                       |                                                         |                                                         |                                                         |                                                         |
| 1회  | 10월 28일                                               | 대한민국은 대학에 안가도 먹고 살 수 있다                | 참가자                                                  | 박경서, 황정목                                          |                                                         |                                                         |                                                         |                                                         |
| 1회  | 10월 28일                                               | 대한민국은 대학에 안가도 먹고 살 수 있다                | 톡톡Talk!²                                              | 서울 광신고등학교                                       |                                                         |                                                         |                                                         |                                                         |
| 1회  | 10월 28일                                               | 대한민국은 대학에 안가도 먹고 살 수 있다                | 참가자                                                  | 김가현, 우승현                                          |                                                         |                                                         |                                                         |                                                         |
| 결과 | ABRAXAS 팀(경기 신성고등학교)이 2차 토론에 진출.        | ABRAXAS 팀(경기 신성고등학교)이 2차 토론에 진출.        | ABRAXAS 팀(경기 신성고등학교)이 2차 토론에 진출.        | ABRAXAS 팀(경기 신성고등학교)이 2차 토론에 진출.        | ABRAXAS 팀(경기 신성고등학교)이 2차 토론에 진출.        | ABRAXAS 팀(경기 신성고등학교)이 2차 토론에 진출.        | ABRAXAS 팀(경기 신성고등학교)이 2차 토론에 진출.        | ABRAXAS 팀(경기 신성고등학교)이 2차 토론에 진출.        |
| 2회  | 11월 4일                                                | 고교생 아르바이트를 금지해야 한다                       | 놀자! 토론으로²                                         | 인천 신현고등학교                                       |                                                         |                                                         |                                                         |                                                         |
| 2회  | 11월 4일                                                | 고교생 아르바이트를 금지해야 한다                       | 참가자                                                  | 강민지, 신다슬                                          |                                                         |                                                         |                                                         |                                                         |
| 2회  | 11월 4일                                                | 고교생 아르바이트를 금지해야 한다                       | 아레오파고스                                            | 인천 계산고등학교                                       |                                                         |                                                         |                                                         |                                                         |
| 2회  | 11월 4일                                                | 고교생 아르바이트를 금지해야 한다                       | 참가자                                                  | 김만우, 김현웅                                          |                                                         |                                                         |                                                         |                                                         |
| 2회  | 11월 4일                                                | 고교생 아르바이트를 금지해야 한다                       | 쿠크다스                                                | 경기 수지고등학교                                       |                                                         |                                                         |                                                         |                                                         |
| 2회  | 11월 4일                                                | 고교생 아르바이트를 금지해야 한다                       | 참가자                                                  | 이하늘, 고은지                                          |                                                         |                                                         |                                                         |                                                         |
| 2회  | 11월 4일                                                | 고교생 아르바이트를 금지해야 한다                       | 실편깨                                                  | 서울디지텍고등학교                                      |                                                         |                                                         |                                                         |                                                         |
| 2회  | 11월 4일                                                | 고교생 아르바이트를 금지해야 한다                       | 참가자                                                  | 김용현, 임우택                                          |                                                         |                                                         |                                                         |                                                         |
| 결과 | 놀자 토론으로 팀(인천 신현고등학교)이 에 진출.          | 놀자 토론으로 팀(인천 신현고등학교)이 에 진출.          | 놀자 토론으로 팀(인천 신현고등학교)이 에 진출.          | 놀자 토론으로 팀(인천 신현고등학교)이 에 진출.          | 놀자 토론으로 팀(인천 신현고등학교)이 에 진출.          | 놀자 토론으로 팀(인천 신현고등학교)이 에 진출.          | 놀자 토론으로 팀(인천 신현고등학교)이 에 진출.          | 놀자 토론으로 팀(인천 신현고등학교)이 에 진출.          |
| 3회  | 11월 11일                                               | 걸 그룹의 의상과 퍼포먼스에 대한 규제가 필요하다        | 상생과 소통                                             | 인천 신명여자고등학교                                   |                                                         |                                                         |                                                         |                                                         |
| 3회  | 11월 11일                                               | 걸 그룹의 의상과 퍼포먼스에 대한 규제가 필요하다        | 참가자                                                  | 김하늘, 임경민                                          |                                                         |                                                         |                                                         |                                                         |
| 3회  | 11월 11일                                               | 걸 그룹의 의상과 퍼포먼스에 대한 규제가 필요하다        | 씨지앤피⁴                                               | 경기 용인외국어고등학교                                 |                                                         |                                                         |                                                         |                                                         |
| 3회  | 11월 11일                                               | 걸 그룹의 의상과 퍼포먼스에 대한 규제가 필요하다        | 참가자                                                  | 김은하, 윤소현                                          |                                                         |                                                         |                                                         |                                                         |
| 3회  | 11월 11일                                               | 걸 그룹의 의상과 퍼포먼스에 대한 규제가 필요하다        | 티타임                                                  | 경기 한국디지털 미디어고등학교                          |                                                         |                                                         |                                                         |                                                         |
| 3회  | 11월 11일                                               | 걸 그룹의 의상과 퍼포먼스에 대한 규제가 필요하다        | 참가자                                                  | 염다빈, 천희탁                                          |                                                         |                                                         |                                                         |                                                         |
| 3회  | 11월 11일                                               | 걸 그룹의 의상과 퍼포먼스에 대한 규제가 필요하다        | 샛별²                                                   | 서울 계성여자고등학교                                   |                                                         |                                                         |                                                         |                                                         |
| 3회  | 11월 11일                                               | 걸 그룹의 의상과 퍼포먼스에 대한 규제가 필요하다        | 참가자                                                  | 김보겸, 정하영                                          |                                                         |                                                         |                                                         |                                                         |
| 결과 | 씨지앤피 팀(경기 용인외국어고등학교)이 에 진출.         | 씨지앤피 팀(경기 용인외국어고등학교)이 에 진출.         | 씨지앤피 팀(경기 용인외국어고등학교)이 에 진출.         | 씨지앤피 팀(경기 용인외국어고등학교)이 에 진출.         | 씨지앤피 팀(경기 용인외국어고등학교)이 에 진출.         | 씨지앤피 팀(경기 용인외국어고등학교)이 에 진출.         | 씨지앤피 팀(경기 용인외국어고등학교)이 에 진출.         | 씨지앤피 팀(경기 용인외국어고등학교)이 에 진출.         |
| 4회  | 11월 18일                                               | 학교폭력의 학생부 기록 방침을 폐지해야 한다             | 우돈²                                                   | 인천 선인고등학교                                       |                                                         |                                                         |                                                         |                                                         |
| 4회  | 11월 18일                                               | 학교폭력의 학생부 기록 방침을 폐지해야 한다             | 참가자                                                  | 이우진, 주승돈                                          |                                                         |                                                         |                                                         |                                                         |
| 4회  | 11월 18일                                               | 학교폭력의 학생부 기록 방침을 폐지해야 한다             | Ethos                                                   | 인천 남동고등학교                                       |                                                         |                                                         |                                                         |                                                         |
| 4회  | 11월 18일                                               | 학교폭력의 학생부 기록 방침을 폐지해야 한다             | 참가자                                                  | 이진규, 김민욱                                          |                                                         |                                                         |                                                         |                                                         |
| 4회  | 11월 18일                                               | 학교폭력의 학생부 기록 방침을 폐지해야 한다             | Poison²                                                 | 경기 삼숭고등학교                                       |                                                         |                                                         |                                                         |                                                         |
| 4회  | 11월 18일                                               | 학교폭력의 학생부 기록 방침을 폐지해야 한다             | 참가자                                                  | 권채용, 최지혜                                          |                                                         |                                                         |                                                         |                                                         |
| 4회  | 11월 18일                                               | 학교폭력의 학생부 기록 방침을 폐지해야 한다             | 모의고사³                                               | 경기 양곡고등학교                                       |                                                         |                                                         |                                                         |                                                         |
| 4회  | 11월 18일                                               | 학교폭력의 학생부 기록 방침을 폐지해야 한다             | 참가자                                                  | 김민성¹³, 황주희²³                                      |                                                         |                                                         |                                                         |                                                         |
| 결과 | 모의고사 팀(경기 양곡고등학교)이 2차 토론에 진출.       | 모의고사 팀(경기 양곡고등학교)이 2차 토론에 진출.       | 모의고사 팀(경기 양곡고등학교)이 2차 토론에 진출.       | 모의고사 팀(경기 양곡고등학교)이 2차 토론에 진출.       | 모의고사 팀(경기 양곡고등학교)이 2차 토론에 진출.       | 모의고사 팀(경기 양곡고등학교)이 2차 토론에 진출.       | 모의고사 팀(경기 양곡고등학교)이 2차 토론에 진출.       | 모의고사 팀(경기 양곡고등학교)이 2차 토론에 진출.       |
| 5회  | 11월 25일                                               | 한류스타에게 병역을 면제해야 한다                       | 두얼간이²                                               | 경기 화성고등학교                                       |                                                         |                                                         |                                                         |                                                         |
| 5회  | 11월 25일                                               | 한류스타에게 병역을 면제해야 한다                       | 참가자                                                  | 이승재, 최상현                                          |                                                         |                                                         |                                                         |                                                         |
| 5회  | 11월 25일                                               | 한류스타에게 병역을 면제해야 한다                       | 토론의정석                                              | 경기 진성고등학교                                       |                                                         |                                                         |                                                         |                                                         |
| 5회  | 11월 25일                                               | 한류스타에게 병역을 면제해야 한다                       | 참가자                                                  | 최형렬, 서정훈                                          |                                                         |                                                         |                                                         |                                                         |
| 5회  | 11월 25일                                               | 한류스타에게 병역을 면제해야 한다                       | 사고뭉치²                                               | 경기 강서고등학교                                       |                                                         |                                                         |                                                         |                                                         |
| 5회  | 11월 25일                                               | 한류스타에게 병역을 면제해야 한다                       | 참가자                                                  | 강효진, 임설아                                          |                                                         |                                                         |                                                         |                                                         |
| 5회  | 11월 25일                                               | 한류스타에게 병역을 면제해야 한다                       | 답실마리                                                | 경기 양명고등학교                                       |                                                         |                                                         |                                                         |                                                         |
| 5회  | 11월 25일                                               | 한류스타에게 병역을 면제해야 한다                       | 참가자                                                  | 유수환, 박철원                                          |                                                         |                                                         |                                                         |                                                         |
| 결과 | 사고뭉치 팀(경기 강서고등학교)이 2차 토론에 진출.       | 사고뭉치 팀(경기 강서고등학교)이 2차 토론에 진출.       | 사고뭉치 팀(경기 강서고등학교)이 2차 토론에 진출.       | 사고뭉치 팀(경기 강서고등학교)이 2차 토론에 진출.       | 사고뭉치 팀(경기 강서고등학교)이 2차 토론에 진출.       | 사고뭉치 팀(경기 강서고등학교)이 2차 토론에 진출.       | 사고뭉치 팀(경기 강서고등학교)이 2차 토론에 진출.       | 사고뭉치 팀(경기 강서고등학교)이 2차 토론에 진출.       |
| 6회  | 12월 2일                                                | 전자교과서의 도입이 과연 필요한가                       | 마련그림                                                | 경기 봉일천고등학교                                     |                                                         |                                                         |                                                         |                                                         |
| 6회  | 12월 2일                                                | 전자교과서의 도입이 과연 필요한가                       | 참가자                                                  | 신현웅, 김재현                                          |                                                         |                                                         |                                                         |                                                         |
| 6회  | 12월 2일                                                | 전자교과서의 도입이 과연 필요한가                       | 램프의 요정³                                            | 경기 안법고등학교                                       |                                                         |                                                         |                                                         |                                                         |
| 6회  | 12월 2일                                                | 전자교과서의 도입이 과연 필요한가                       | 참가자                                                  | 임진희, 신혜원                                          |                                                         |                                                         |                                                         |                                                         |
| 6회  | 12월 2일                                                | 전자교과서의 도입이 과연 필요한가                       | STN                                                     | 경기 동두천외국어고등학교                               |                                                         |                                                         |                                                         |                                                         |
| 6회  | 12월 2일                                                | 전자교과서의 도입이 과연 필요한가                       | 참가자                                                  | 김지수, 이예진                                          |                                                         |                                                         |                                                         |                                                         |
| 6회  | 12월 2일                                                | 전자교과서의 도입이 과연 필요한가                       | 라온²                                                   | 경기 양정여자고등학교                                   |                                                         |                                                         |                                                         |                                                         |
| 6회  | 12월 2일                                                | 전자교과서의 도입이 과연 필요한가                       | 참가자                                                  | 강은선, 지명인                                          |                                                         |                                                         |                                                         |                                                         |
| 결과 | STN 팀(경기 동두천외국어고등학교)이 2차 토론에 진출.    | STN 팀(경기 동두천외국어고등학교)이 2차 토론에 진출.    | STN 팀(경기 동두천외국어고등학교)이 2차 토론에 진출.    | STN 팀(경기 동두천외국어고등학교)이 2차 토론에 진출.    | STN 팀(경기 동두천외국어고등학교)이 2차 토론에 진출.    | STN 팀(경기 동두천외국어고등학교)이 2차 토론에 진출.    | STN 팀(경기 동두천외국어고등학교)이 2차 토론에 진출.    | STN 팀(경기 동두천외국어고등학교)이 2차 토론에 진출.    |
| 7회  | 12월 9일                                                | 교육적 체벌을 허용해야 한다                             | 진수성찬¹                                               | 인천 계산여자고등학교                                   |                                                         |                                                         |                                                         |                                                         |
| 7회  | 12월 9일                                                | 교육적 체벌을 허용해야 한다                             | 참가자                                                  | 이유리, 김희원                                          |                                                         |                                                         |                                                         |                                                         |
| 7회  | 12월 9일                                                | 교육적 체벌을 허용해야 한다                             | 에피스테메¹                                             | 인천 옥련여자고등학교                                   |                                                         |                                                         |                                                         |                                                         |
| 7회  | 12월 9일                                                | 교육적 체벌을 허용해야 한다                             | 참가자                                                  | 노채은¹, 유슬기²                                        |                                                         |                                                         |                                                         |                                                         |
| 7회  | 12월 9일                                                | 교육적 체벌을 허용해야 한다                             | 갈매나무¹                                               | 경기 성문고등학교                                       |                                                         |                                                         |                                                         |                                                         |
| 7회  | 12월 9일                                                | 교육적 체벌을 허용해야 한다                             | 참가자                                                  | 이채은¹, 이나래²                                        |                                                         |                                                         |                                                         |                                                         |
| 7회  | 12월 9일                                                | 교육적 체벌을 허용해야 한다                             | 외유내강⁴                                               | 서울 한양대학교사범 대학부속고등학교                    |                                                         |                                                         |                                                         |                                                         |
| 7회  | 12월 9일                                                | 교육적 체벌을 허용해야 한다                             | 참가자                                                  | 진경휘, 이주현                                          |                                                         |                                                         |                                                         |                                                         |
| 결과 | 에피스테메 팀(인천 옥련여자고등학교)이 2차 토론에 진출. | 에피스테메 팀(인천 옥련여자고등학교)이 2차 토론에 진출. | 에피스테메 팀(인천 옥련여자고등학교)이 2차 토론에 진출. | 에피스테메 팀(인천 옥련여자고등학교)이 2차 토론에 진출. | 에피스테메 팀(인천 옥련여자고등학교)이 2차 토론에 진출. | 에피스테메 팀(인천 옥련여자고등학교)이 2차 토론에 진출. | 에피스테메 팀(인천 옥련여자고등학교)이 2차 토론에 진출. | 에피스테메 팀(인천 옥련여자고등학교)이 2차 토론에 진출. |
| 8회  | 12월 16일                                               | 선거 연령을 만 16세로 낮춰야 한다                       | 탐스런²                                                 | 인천 부평여자고등학교                                   |                                                         |                                                         |                                                         |                                                         |
| 8회  | 12월 16일                                               | 선거 연령을 만 16세로 낮춰야 한다                       | 참가자                                                  | 김채원, 장소연                                          |                                                         |                                                         |                                                         |                                                         |
| 8회  | 12월 16일                                               | 선거 연령을 만 16세로 낮춰야 한다                       | 로고스²                                                 | 경기 백현고등학교                                       |                                                         |                                                         |                                                         |                                                         |
| 8회  | 12월 16일                                               | 선거 연령을 만 16세로 낮춰야 한다                       | 참가자                                                  | 문혁빈, 이상민                                          |                                                         |                                                         |                                                         |                                                         |
| 8회  | 12월 16일                                               | 선거 연령을 만 16세로 낮춰야 한다                       | 파이²                                                   | 서울 대광고등학교                                       |                                                         |                                                         |                                                         |                                                         |
| 8회  | 12월 16일                                               | 선거 연령을 만 16세로 낮춰야 한다                       | 참가자                                                  | 최정일¹, 여정모²                                        |                                                         |                                                         |                                                         |                                                         |
| 8회  | 12월 16일                                               | 선거 연령을 만 16세로 낮춰야 한다                       | W.O.N.                                                  | 서울 경신고등학교                                       |                                                         |                                                         |                                                         |                                                         |
| 8회  | 12월 16일                                               | 선거 연령을 만 16세로 낮춰야 한다                       | 참가자                                                  | 이재익, 전승기                                          |                                                         |                                                         |                                                         |                                                         |
| 결과 | W.O.N. 팀(서울 경신고등학교)이 2차 토론에 진출.         | W.O.N. 팀(서울 경신고등학교)이 2차 토론에 진출.         | W.O.N. 팀(서울 경신고등학교)이 2차 토론에 진출.         | W.O.N. 팀(서울 경신고등학교)이 2차 토론에 진출.         | W.O.N. 팀(서울 경신고등학교)이 2차 토론에 진출.         | W.O.N. 팀(서울 경신고등학교)이 2차 토론에 진출.         | W.O.N. 팀(서울 경신고등학교)이 2차 토론에 진출.         | W.O.N. 팀(서울 경신고등학교)이 2차 토론에 진출.         |
| 9회  | 12월 23일                                               | 무자식이 상팔자다                                       | 놀자! 토론으로                                          | 인천 신현고등학교                                       |                                                         |                                                         |                                                         |                                                         |
| 9회  | 12월 23일                                               | 무자식이 상팔자다                                       | 참가자                                                  | 강민지, 신다슬                                          |                                                         |                                                         |                                                         |                                                         |
| 9회  | 12월 23일                                               | 무자식이 상팔자다                                       | ABRAXAS                                                 | 경기 신성고등학교                                       |                                                         |                                                         |                                                         |                                                         |
| 9회  | 12월 23일                                               | 무자식이 상팔자다                                       | 참가자                                                  | 박웅, 최정찬                                            |                                                         |                                                         |                                                         |                                                         |
| 9회  | 12월 23일                                               | 무자식이 상팔자다                                       | 씨지앤피                                                | 경기 용인외국어고등학교                                 |                                                         |                                                         |                                                         |                                                         |
| 9회  | 12월 23일                                               | 무자식이 상팔자다                                       | 참가자                                                  | 김은하, 윤소현                                          |                                                         |                                                         |                                                         |                                                         |
| 9회  | 12월 23일                                               | 무자식이 상팔자다                                       | 모의고사                                                | 경기 양곡고등학교                                       |                                                         |                                                         |                                                         |                                                         |
| 9회  | 12월 23일                                               | 무자식이 상팔자다                                       | 참가자                                                  | 김민성, 황주희                                          |                                                         |                                                         |                                                         |                                                         |
| 결과 | ABRAXAS 팀(경기 신성고등학교)이 결승에 진출.            | ABRAXAS 팀(경기 신성고등학교)이 결승에 진출.            | ABRAXAS 팀(경기 신성고등학교)이 결승에 진출.            | ABRAXAS 팀(경기 신성고등학교)이 결승에 진출.            | ABRAXAS 팀(경기 신성고등학교)이 결승에 진출.            | ABRAXAS 팀(경기 신성고등학교)이 결승에 진출.            | ABRAXAS 팀(경기 신성고등학교)이 결승에 진출.            | ABRAXAS 팀(경기 신성고등학교)이 결승에 진출.            |
| 10회 | 12월 30일                                               | 착하면 손해본다                                         | 에피스테메                                              | 인천 옥련여자고등학교                                   |                                                         |                                                         |                                                         |                                                         |
| 10회 | 12월 30일                                               | 착하면 손해본다                                         | 참가자                                                  | 노채은, 유슬기                                          |                                                         |                                                         |                                                         |                                                         |
| 10회 | 12월 30일                                               | 착하면 손해본다                                         | 사고뭉치                                                | 경기 강서고등학교                                       |                                                         |                                                         |                                                         |                                                         |
| 10회 | 12월 30일                                               | 착하면 손해본다                                         | 참가자                                                  | 강효진, 임설아                                          |                                                         |                                                         |                                                         |                                                         |
| 10회 | 12월 30일                                               | 착하면 손해본다                                         | STN                                                     | 경기 동두천외국어고등학교                               |                                                         |                                                         |                                                         |                                                         |
| 10회 | 12월 30일                                               | 착하면 손해본다                                         | 참가자                                                  | 김지수, 이예진                                          |                                                         |                                                         |                                                         |                                                         |
| 10회 | 12월 30일                                               | 착하면 손해본다                                         | W.O.N.                                                  | 서울 경신고등학교                                       |                                                         |                                                         |                                                         |                                                         |
| 10회 | 12월 30일                                               | 착하면 손해본다                                         | 참가자                                                  | 이재익, 전승기                                          |                                                         |                                                         |                                                         |                                                         |
| 결과 | 에피스테메 팀(인천 옥련여자고등학교)이 결승에 진출.     | 에피스테메 팀(인천 옥련여자고등학교)이 결승에 진출.     | 에피스테메 팀(인천 옥련여자고등학교)이 결승에 진출.     | 에피스테메 팀(인천 옥련여자고등학교)이 결승에 진출.     | 에피스테메 팀(인천 옥련여자고등학교)이 결승에 진출.     | 에피스테메 팀(인천 옥련여자고등학교)이 결승에 진출.     | 에피스테메 팀(인천 옥련여자고등학교)이 결승에 진출.     | 에피스테메 팀(인천 옥련여자고등학교)이 결승에 진출.     |

#### 2013년
| 11회 | 1월 6일   | 돈으로 행복을 살 수 있다 | 에피스테메 | 인천 옥련여자고등학교 |           |           |           |           |
| 11회 | 1월 6일   | 돈으로 행복을 살 수 있다 | 참가자     | 노채은, 유슬기        |           |           |           |           |
| 11회 | 1월 6일   | 돈으로 행복을 살 수 있다 | ABRAXAS    | 경기 신성고등학교     |           |           |           |           |
| 11회 | 1월 6일   | 돈으로 행복을 살 수 있다 | 참가자     | 박웅, 최정찬          |           |           |           |           |
| 결과 | 본문 참조 | 본문 참조                | 본문 참조  | 본문 참조             | 본문 참조 | 본문 참조 | 본문 참조 | 본문 참조 |

## 시상 내역

### 시즌 1
- 우승(대상) : TOY(인천 강화고등학교)[16]
- 준우승(최우수상) : 류케이온(인천 신현고등학교)
- 공동 3위 : 에피스테메(인천 옥련여자고등학교), 투원(경기 과천외국어고등학교)

### 시즌 2
- 우승(대상) : 에피스테메(인천 옥련여자고등학교)[17]
- 준우승(최우수상) : ABRAXAS(서울 신성고등학교)
- 3위 : 모의고사(경기 양곡고등학교)
- 4위 : WON(서울 경신고등학교)

## 같이 보기
- 고교서바이벌 토론왕 : 이 프로그램과 성격이 비슷한 국회방송의 프로그램[18]
- 대학토론배틀 : tvN의 대학생 대상 토론 프로그램